# جایزه بزرگ اتریش ۱۹۷۹
جایزه بزرگ اتریش ۱۹۷۹ (انگلیسی: ‎1979 Austrian Grand Prix‎) یک مسابقهٔ موتوری در رشتهٔ اتومبیل‌رانی فرمول یک بود که در تاریخ ۱۲ اوت ۱۹۷۹ در آسترایش‌رینگ واقع در اسپیلبرگ، اشتایریا، اتریش برگزار شد. این گراند پری در میان ۱۵ گراند پری در فصل ۱۹۷۹، مسابقهٔ شمارهٔ ۱۱ بود.
در این مسابقه که در ۵۴ دور و به مسافت ۳۲۰٫۸۱۴ کیلومتر (۱۹۹٫۳۴۵ مایل) برگزار شد، پول پوزیشن توسط رنه آرنوکس کسب شد و سریع‌ترین زمان برای طی یک دور پیست که برابر با ۱:۳۵٫۷۷ بود نیز توسط رنه آرنوکس به ثبت رسید.
آلن جونز از تیم ویلیامز-فورد، ژیل ویلنوو از تیم فراری و ژاک لافیت از تیم لیجیه-فورد به‌ترتیب مقام‌های اول تا سوم مسابقه را کسب کردند.

## رده‌بندی قهرمانی پس از مسابقه
| جایگاه | راننده       | امتیاز  |
| ------ | ------------ | ------- |
| ۱      | جودی شکتر    | ۳۸ (۴۲) |
| ۲      | ژیل ویلنوو   | ۳۲      |
| ۳      | ژاک لافیت    | ۳۲      |
| ۴      | آلن جونز     | ۲۵      |
| ۵      | کلی رگاتزونی | ۲۴      |
| منبع:  |              |         |

| جایگاه | سازنده       | امتیاز |
| ------ | ------------ | ------ |
| ۱      | فراری        | ۷۴     |
| ۲      | لیجیه-فورد   | ۵۵     |
| ۳      | ویلیامز-فورد | ۴۹     |
| ۴      | لوتوس-فورد   | ۳۷     |
| ۵      | تایرل-فورد   | ۲۱     |
| منبع:  |              |        |

یادداشت
- تنها پنج جایگاه نخست از هر رده‌بندی نمایش داده شده است.